# Jensen-Nunatakker
Die Jensen-Nunatakker sind eine Gruppe isolierter Nunatakker im südzentralen Teil des Palmerlands auf der Antarktischen Halbinsel. Sie ragen 45 km nordöstlich des Mount Vang auf.
Der United States Geological Survey kartierte sie anhand eigener Vermessungen und Luftaufnahmen der United States Navy aus den Jahren von 1961 bis 1967. Das Advisory Committee on Antarctic Names benannte sie 1968 nach Curtis M. Jensen, Glaziologe auf der Byrd-Station von 1965 bis 1966.